# Memorial Provincial Park
Memorial Provincial Park är en park i Kanada.   Den ligger i provinsen Manitoba, i den sydöstra delen av landet, 1 700 km väster om huvudstaden Ottawa. Memorial Provincial Park ligger 233 meter över havet.
Terrängen runt Memorial Provincial Park är mycket platt. Runt Memorial Provincial Park är det mycket tätbefolkat, med 1 313 invånare per kvadratkilometer.. Närmaste större samhälle är Winnipeg, 0,74 km sydost om Memorial Provincial Park. 
Runt Memorial Provincial Park är det i huvudsak tätbebyggt.